# ACP Golden Classic 2012
De ACP Golden Classic 2012 was een schaaktoernooi in Amsterdam. Het toernooi werd gehouden van 14 t/m 22 juli 2012 op het Science Park in Amsterdam, gelijktijdig met het Nederlands kampioenschap schaken 2012 en het Amsterdam Science Park Chess Tournament. Het toernooi werd georganiseerd door de Association of Chess Professionals (ACP).

## Beschrijving
De ACP Golden Classic had een sterk deelnemersveld. De deelnemers waren zeven internationale grootmeesters met een gemiddelde ELO van 2705.
Het toernooi werkte met een afwijkende time control in vergelijking tot andere toernooien. Voor de eerste 40 zetten kregen de deelnemers 2,5 uur bedenktijd, waarna de partij afgebroken wordt. Het afbreken van partijen is iets wat sinds de opkomst van de schaakcomputer nog nauwelijks voorkomt.
Bij hervatting kregen de deelnemers nog een extra half uur denktijd voor 16 zetten en een kwartier voor de resterende partij. Volgens de organisatie zou deze toernooiformule eindspelen van een hoog niveau garanderen.
Het toernooi werd gewonnen door Vassily Ivanchuk gevolgd door Gata Kamsky.
In 2014 is een tweede editie van de ACP Golden Classic georganiseerd in Bergamo. Wesley So won dat toernooi.

## Einduitslag en kruistabel[5]
| # | Naam                  | Fed.                      | Rating | Score | 1 | 2 | 3 | 4 | 5 | 6 | 7 |
| - | --------------------- | ------------------------- | ------ | ----- | - | - | - | - | - | - | - |
| 1 | GM Vassily Ivanchuk   | Vlag van Oekraïne         | 2769   | 5.0   | x | ½ | ½ | 1 | 1 | 1 | 1 |
| 2 | GM Gata Kamsky        | Vlag van Verenigde Staten | 2744   | 4½    | ½ | x | ½ | 1 | ½ | 1 | 1 |
| 3 | GM Emil Sutovsky      | Vlag van Israël           | 2687   | 3½    | ½ | ½ | x | ½ | ½ | ½ | 1 |
| 4 | GM Liem Le Quang      | Vlag van Vietnam          | 2693   | 3.0   | 0 | 0 | ½ | x | ½ | 1 | 1 |
| 5 | GM Anna Muzychuk      | Vlag van Slovenië         | 2606   | 3.0   | 0 | ½ | ½ | ½ | x | 1 | ½ |
| 6 | GM Krishnan Sasikiran | Vlag van India            | 2707   | 1½    | 0 | 0 | ½ | 0 | 0 | x | 1 |
| 7 | GM Baadur Jobava      | Vlag van Georgië          | 2730   | ½     | 0 | 0 | 0 | 0 | ½ | 0 | x |